# Mario Clarvy
Mario Clarvy, pseudonimo di Maria Crilanovich (... – Genova, 30 novembre 1926), è stata una scrittrice, poetessa e giornalista italiana, impropriamente nota anche come Marie Clinazovitz.

## Biografia

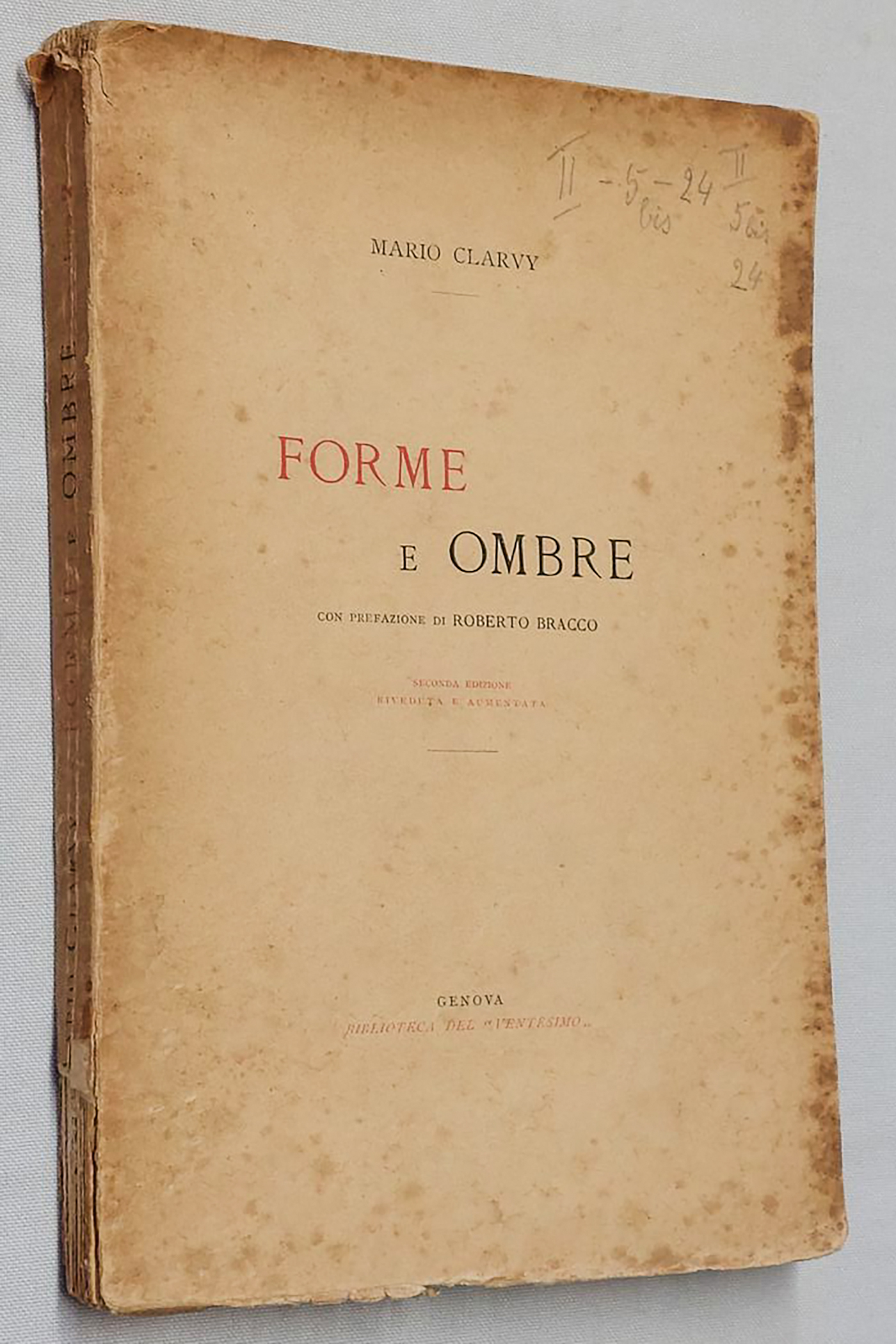
La copertina della seconda edizione di Forme e ombre.

Di origini polacche, diresse lungamente, dal 1902 al 1914, la rivista letteraria Il Ventesimo di Genova, che rappresentò un fulcro letterario e culturale per la città. All'inizio del 1904 conobbe e scoperse un giovanissimo Giovanni Gaeta, a cui, come Alessandro Sacheri su Il Lavoro, diede l'incarico di scrivere articoli, poesie e commenti critici. Fu proprio dalla conoscenza con lei che Gaeta decise di usare il nome Mario nel proprio pseudonimo, E. A. Mario (da Ermete, Alessandro Sacheri, e Clarvy), col quale sarebbe poi divenuto celebre.
Sotto la direzione di Clarvy la rivista diede spazio a molti dei principali autori dell'epoca, fra cui Alessandro Sacheri, Silvio Benco, Alessandro Varaldo, lo stesso Giovanni Gaeta e altri. Il 30 maggio 1906 pubblicò sulla rivista la novella Personaggi di Pirandello, unica occasione in cui il testo venne dato alle stampe, e riscoperto poi solo sessant'anni dopo, nel 1968, da Elio Providenti.
Autrice anche per altre riviste, come Il teatro illustrato, sempre sotto pseudonimo pubblicò nel 1904 con Streglio di Torino la raccolta di poesie Chimaera, una cinquantina di componimenti in italiano e in francese, quasi tutti a base sentimentale. Nel 1907 pubblicò il libro Forme e Ombre, composto da sette brevi prose, fra novelle, bozzetti e scene dialogate, edito con una elegante copertina di Ugo Fleres e disegni originali di Basilio Cascella. Del 1910 è invece il romanzo Lettere di un vagabondo.
Morì a Genova il 30 novembre 1926. Nel suo testamento riservò alcuni lasciti per lo scrittore Silvio Benco, che grazie a essi costruì la propria villa di Opicina. Anni dopo, la figlia di Benco, Aurelia Gruber, scrivendo della vicenda, indicò il nome di Mario Clarvy come Maria Crilanovich, cognome effettivamente presente all'epoca in Genova con la famiglia di Adolphe Crilanovich (1830-1901), funzionario diplomatico presso il consolato generale di Francia a Genova, che ebbe intensi scambi epistolari coi Tommaseo, ai quali partecipò la stessa Maria.

## Opere
- Mario Clarvy, Chimaera, Torino, Renzo Streglio e C., 1904.
- Mario Clarvy, Forme e Ombre, prefazione di Roberto Bracco, Genova, Tip. Ventesimo, 1907.
- Mario Clarvy, Lettere di un vagabondo, Genova, Tip. Generale Impresa d'Affissioni, 1910.